# Fedderau
Fedderau war ein Ort im Kreis Heiligenbeil in Ostpreußen. Seine Ortsstelle befindet sich heute im Munizipalkreis Rajon Bagrationowsk (Stadtkreis  Preußisch Eylau) in der russischen Oblast Kaliningrad (Gebiet Königsberg (Preußen)).

## Geographische Lage
Fedderau liegt am Ostufer des Frischen Haffs (russisch Kaliningradski saliw) im südlichen Westen der Oblast Kaliningrad, 13 Kilometer nordöstlich der einstigen Kreisstadt Heiligenbeil (russisch Mamonowo) bzw. 40 Kilometer nordwestlich der heutigen Rajonshauptstadt Bagrationowsk (deutsch Preußisch Eylau).

## Geschichte
Der vor 1680 Federau genannte Ort bestand aus mehreren kleinen Höfen und Gehöften und einem Bahnwärterhaus an der Preußischen Ostbahn. 1874 kam die Landgemeinde Fedderau zum neu errichteten Amtsbezirk Pohren (russisch Rasdolnoje) im ostpreußischen Kreis Heiligenbeil. 119 Einwohner zählte Fedderau im Jahre 1910.
Am 30. September 1928 schlossen sich Fedderau sowie der Gutsbezirk Lokehnen (russisch Jablotschkino) und die Landgemeinde Heide (russisch Tropinino) zur neuen Landgemeinde Fedderau zusammen. Im Jahre 1929 wurde der Amtsbezirk Pohren „Amtsbezirk Windkeim“ umbenannt. Die Zahl der Einwohner der Gemeinde Fedderau belief sich im Jahre 1933 auf 157 und im Jahre 1939 auf 166.
In Kriegsfolge kam Fedderau 1945 mit dem gesamten nördlichen Ostpreußen zur Sowjetunion. Hier jedoch kommt der Ort nicht mehr zu Geltung, weder ist eine russische Namensgebung noch eine Zuordnung zu einem Dorfsowjet bekannt. Der Ort war  schon lange vor 1975 als verlassen und gilt heute offiziell als untergegangen. Seine Ortsstelle liegt im Rajon Bagrationowsk (Stadtkreis Preußisch Eylau) in der Oblast Kaliningrad (Gebiet Königsberg (Preußen)) der Russischen Föderation.

## Religion
Bis 1945 war Fedderau in die evangelische Kirche Bladiau (russisch Pjatidoroschnoje) in der Kirchenprovinz Ostpreußen der Kirche der Altpreußischen Union eingepfarrt, und gehörte außerdem zur römisch-katholischen Pfarrei Heiligenbeil (russisch Mamonowo) im Bistum Ermland.

## Verkehr
Die kaum noch wahrnehmbare Ortsstelle Fedderaus ist von Primorskoje (Wolittnick) aus zu erreichen. Wolittnick resp. Primorskoje Nowoje war bzw. ist Bahnstation an der früheren Bahnlinie Berlin–Königsberg bzw. an der heutigen Bahnstrecke Kaliningrad–Mamonowo.